# Isopogon attenuatus
Isopogon attenuatus är en tvåhjärtbladig växtart som beskrevs av Robert Brown. Isopogon attenuatus ingår i släktet Isopogon och familjen Proteaceae. Inga underarter finns listade i Catalogue of Life.